# AVIA FL.3
Avia FL.3 (còn gọi là Lombardi FL.3) là một loại máy bay thông dụng hai chỗ của Ý do hãng Anonima Vercellese Industria Aeronautica (AVIA) thiết kế và chế tạo.

## Biến thể

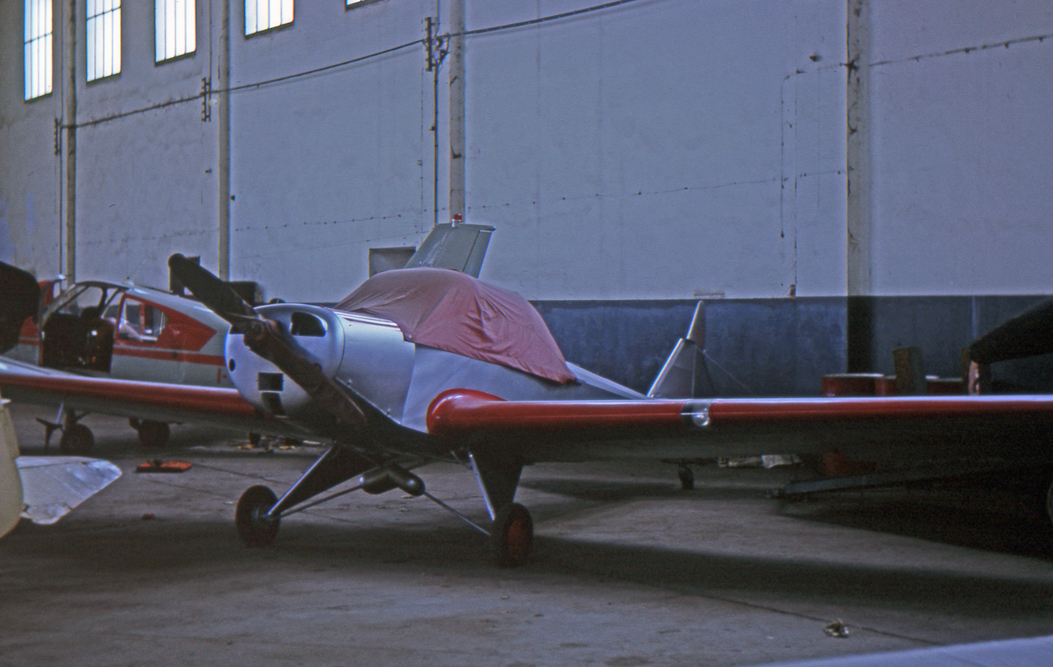
Meteor FL54 tại sân bay Milan (Bresso) năm 1965

Avia FL.3
Lombardi FL.3
Meteor FL.53
Meteor FL.53BM
Meteor FL.54
Meteor FL.55
Meteor FL.55BM
Meteor FL.55CM
Meteor Super
Meteor Bis

## Quốc gia sử dụng
NDH
- Zrakoplovstvo Nezavisne Države Hrvatske

 Tiệp Khắc
- Không quân Tiệp Khắc (sau chiến tranh)

 Đức
- Luftwaffe

 Ý
- Regia Aeronautica

## Tính năng kỹ chiến thuật (FL.3)
Dữ liệu lấy từ The Illustrated Encyclopedia of Aircraft (Part Work 1982-1985), 1985, Orbis Publishing, Page 2380
Đặc điểm tổng quát
- Sức chứa: 2 chỗ
- Chiều dài: 6.35 m (20 ft 10 in)
- Sải cánh: 9.85 m (32 ft 3¾ in)
- Chiều cao: 1.70 m (5 ft 7 in)
- Diện tích cánh: 14.35 m2 (154.47 ft2)
- Trọng lượng rỗng: 340 kg (750 lb)
- Trọng lượng có tải: 570 kg (1257 lb)
- Powerplant: 1 × Continental C-85, 63 kW (85 hp)

Hiệu suất bay
- Vận tốc cực đại: 195 km/h (121 mph)
- Tầm bay: 555 km (342 dặm)
- Trần bay: 6000 m (19,685 ft)